# クルラック・メンデンホールミッション

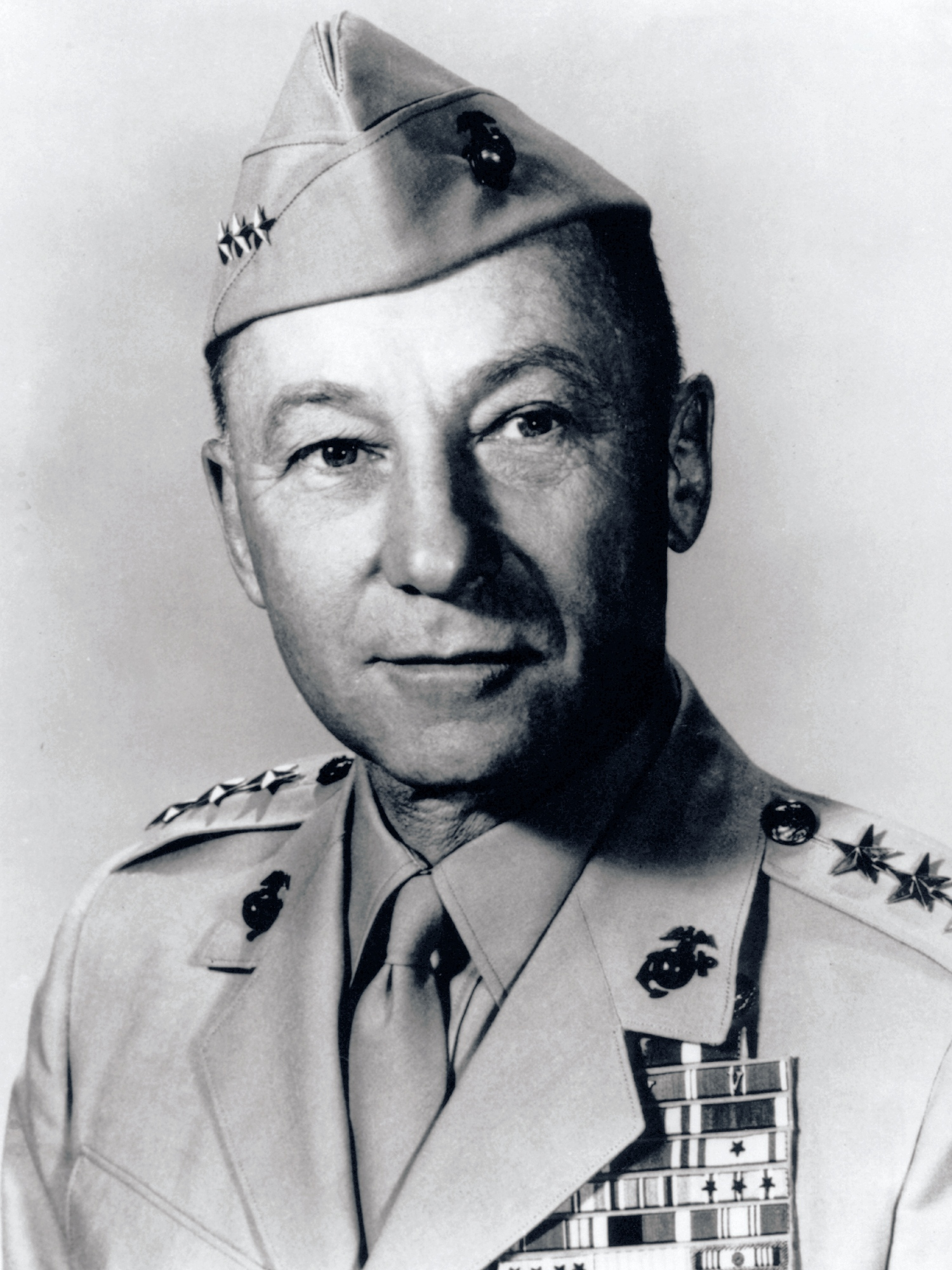
アメリカ海兵隊少将ヴィクター・クルラック

クルラック・メンデルホールミッション（Krulak–Mendenhall mission）とは、1963年の九月初期にケネディ政権が実行させた南ベトナムへの偵察ミッション。

## 概要
ミッションの主な目的は、米軍が支援していた南ベトナム政権のベトナム解放戦線に対する戦争の状況を探ることであった。
ミッションを指揮していたのは、ヴィクター・H・クルラックとジョセフ・メンデンホールであった。クルラックはアメリカ海兵隊の少将であった一方、メンデンホールはベトナム関連の外交の経験に長けたアメリカ外務省の士官であった。
4日間かかった旅はアメリカ国家安全保障会議があった日、1963年9月6日と同じ日に計画された。また、このミッションは丁度アメリカと南ベトナム間の外交が悪化し始めた頃に実行された。仏教徒達のデモにより南ベトナムの治安は悪化し、カトリック政権を指揮していたゴ・ディン・ジエムに対する非難は強まる一方であった。同年8月21日に南ベトナム軍により決行された仏教徒のパゴダに対する同時多発攻撃が数百人にも及ぶ死傷者を出したことから、アメリカ政府はベトナム内でのクーデターの可能性を危惧し始めた。
ミッションの後、クルラックとメンデンホールは国家安全保障会議にベトナム戦争の戦況の報告書を提出することになった。提出された報告書で、クルラックは南ベトナムの戦況を肯定的に表した一方で、メンデンホールは政府の軍事的な失敗と民衆の国への不満を綴った。クルラックはベトナム解放戦線が市民の間で人気だという噂を否定し、現地で戦っていた共和国軍そのものに焦点をおいた。逆に、メンデンホールはベトナム国民達の国への思いに焦点を置き、ジエムの政策は国内の宗教的な反乱の可能性を増加させ、国民達に解放戦線側での生活が南ベトナムより良いと信じ込ませている、と結論づけている。その二つの報告はあまりにも矛盾していた点が多かったあまり、ケネディ大統領さえも二人に「君達は本当に同じ国に行ったんだろうな？」と聞いたとされている。
二人が作った合致性のない報告書は、政府を混乱させるばかりだった。ミッションの影響として、ベトナムの政権を変えるための準備や、ジエムの弟であったゴ・ディン・ヌーの影響力を弱めるための決断など、様々な作戦が練られた。しかし、ミッション自体はあまり収穫がなかったので、次のミッションとしてマクナマラ・テイラーミッションが行われることになった。

## 背景
フエ・ウェーサーカ銃撃事件の結果、南ベトナム共和国の治安は悪化し始めた。共和国軍により、ジエム大統領のカトリック政権が定めた法を破った九人の仏教徒が殺された。仏教徒達は釈迦の生誕日記念であるウェーサーカ祭のために仏旗を飾っていたのだが、ジエム政権は仏旗を揚げることを法で禁止していたが為に彼らは殺された。事件の後、仏教で位が高い人物達がジエム政権に宗教の自由と、被害者達の遺族への謝罪を求めた。しかし、これらの要求をジエムが無視したため、反ジエム的な思想は更に拡大した。人通りが多いサイゴンの通りでの仏教徒ティック・クアン・ドックの焼身自殺は、ジエム政権の外交を最悪にさせ、その瞬間を捉えた写真は世界中の新聞の一面に見られ、ジエムの悪政のシンボルとなった。デモが続くなか、ジエムの弟のゴ・ディン・ヌーに忠実なベトナム共和国陸軍特殊部隊は8月21日にサーロイ寺を襲撃し、数百人の仏教徒と市民を殺し、重要な仏像や文化財を破壊、略奪した。政府軍と仏教徒の間で市街戦が勃発することが日常となり、公共機関の多数は休業することとなった。一方では過激さを無くし始めた。市民の間では、南ベトナム軍が内側で揉めている、という噂が立っていた。さらに、南ベトナム軍の様々な士官達がクーデターを計画しているという情報のおかげで、軍は戦線から目をそらし始めた。サーロイ寺の襲撃後、ケネディー政権は通信243号をサイゴン大使館滞在の外交官ヘンリー・カボット・ロッジ・ジュニアに送った。その通信の内容とはジエムに対して、寺の襲撃を指示したジエムの弟を辞任させることを求めるものだった。

## 旅とその準備
9月6日に行われたアメリカ国家安全保障会議の結末で、ベトナムでの戦況に関する情報を得ることが優先任務だと考えが一致した。アメリカ国防長官のロバート・マクナマラは海兵隊少将のヴィクター・クルラックを即時に偵察ミッションに送ることを提案した。国家安全保障会議はジョセフ・メンデンホールを一緒に送ることを条件としてその提案を呑んだ。メンデンホールは、対ベトナム外交の経験に長けた外務省の士官であった。
旅の帰りの予定として、クルラックとメンデンホールはジョン・メックリンとルッファス・フィッリプスをワシントンに連れ帰ることを指示された。メックリンは当時のアメリカ合衆国広報文化交流局の局長で、フィリップスはアメリカ合衆国国際開発庁の開発担当者で、戦略村計画の専門家だった。米政府はサイゴンのアメリカ大使館にベトナム国民達が政府のことをどう思っているのか、などの質問を電報で送った。クルラックによると、ミッションの目的は「最近の出来事がベトナム人達をどのように影響しているのか、それと解放前線に対する戦況を調べる」ものだった。
4日間の旅の内で、クルラックとメンデンホールの二人はベトナムの中を行き来し、その後ワシントンに報告書を届けに帰った。クルラックはベトナム陸軍が押さえた十個の場所を視察し、アメリカ大使館に滞在していたヘンリー・カボット・ロッジ・ジュニア外交官とその他100人余りの彼の付添人と話した。一方、メンデンホールはサイゴンのフエ、ダナン都市を視察し、彼のベトナム人の知り合い達と議論をしていた。二人の視察の結果はまるで逆だった。メックリンは後に、「それは興味深いミッションであった、4日間で24,000マイルを旅しベトナム戦争ほど複雑な事情をまとめることは」と残している。このミッションで特筆すべきものは、ミッションのリーダー達の間の不仲である。メンデンホールとクルラックは互いを忌み嫌い、本当に話さなくてはいけない時以外は極力話さなかった。また、クルラックとメックリン間でも帰りの飛行機の中で議論が起こった。メックリンはジエム政権が法で視聴禁止にしていた戦争のビデオ記録を持ち帰ろうとしていたのだが、クルラックはその行動を政権への侮辱と批判した。機上での長く質の悪い議論の結果、メックリンはビデオ記録をアラスカのエルメンドルフ空軍基地に置いていくことを強いられ、更に彼がそこに残ることを提案された。 

## 報告書とその提出

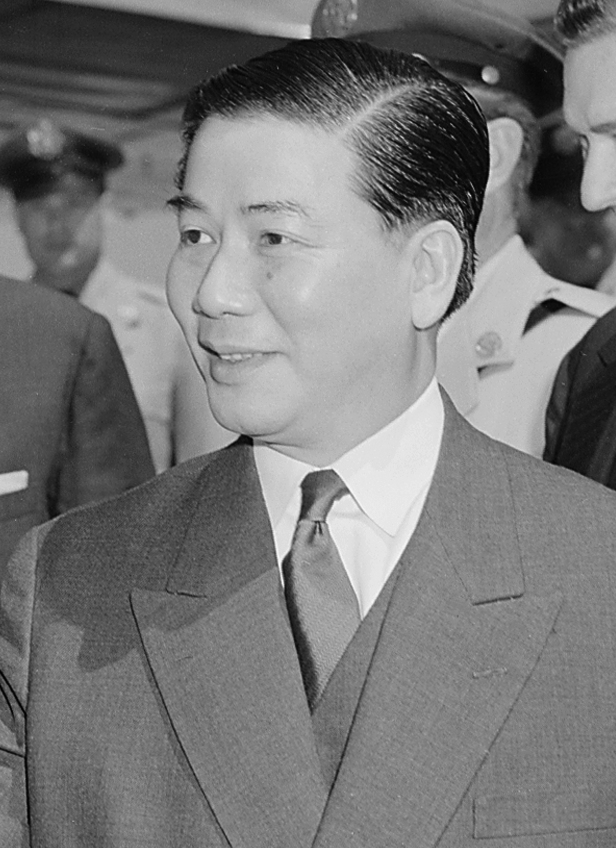
南ベトナムのジエム大統領

安全保障会議は9月10日の朝に報告を聞くために再開した。メンデンホールは旧アメリカ大使のエルブリッジ・ダーバロウの元で働いた経験があり、ベトナム関連の外交の経験も豊富だった。ダーバロウは、以前ジエムに政策を変えろと促そうとした大使として知られていた。 クルラックは、外交のためには軍事的な力を使ってもいいという思考を持っていた海兵だった。彼の常に悪い機嫌は、彼が「暴漢」と呼ばれる起源となった。 国防副長官のロスウェル・L・ギルパトリックは、メンデンホールについて「川のバージニア州側（すなわちペンタゴンのこと）で嫌われていた」と記している。一方で、クルラックについては「ペンタゴン内で全体的に好かれ信頼されていた」と記した。

## 結果
ミッションの結果、委員会はジエムへの非軍事的な物資の供給を止めることを考慮することが多くなった。もうすでにアメリカが物資の供給を止めているという間違った内容のボイス・オブ・アメリカ放送の後、ロッジ外交官は8月26六日に「もしベトナム内でクーデターが起きた場合は、物資供給を途絶えさせろ」という趣旨の通信を秘密裏に受け取った。民主党上院議員でロッキード事件に深く関わったフランク・チャーチは委員会にジエムの反仏教政策に対する政策を提案した。
ミッションの抽象的な報告と結果は、政府にマクナマラ・テイラーミッションを次にベトナムに送ることを強制させた。